# Жан-Мішель Анрі
Жан-Мішель Анрі (фр. Jean-Michel Henry; нар. 14 грудня 1963, Марсель, Франція) — французький фехтувальник на шпагах, олімпійський чемпіон (1988 рік), срібний (1984 рік) та дворазовий бронзовий (1992 та 1996 роки) призер Олімпійських ігор, дворазовий чемпіон світу.

## Виступи на Олімпіадах
| Олімпіада         | Дисципліна          | Місце |
| ----------------- | ------------------- | ----- |
| Лос-Анджелес 1984 | командна шпага      | 2     |
| Сеул 1988         | індивідуальна шпага | 18    |
| Сеул 1988         | командна шпага      | 1     |
| Барселона 1992    | індивідуальна шпага | 3     |
| Барселона 1992    | командна шпага      | 4     |
| Атланта 1996      | індивідуальна шпага | 6     |
| Атланта 1996      | командна шпага      | 3     |